# Steffi Kräker
Steffi Kräker (n. 21 aprilie 1960, Leipzig, RDG) este o gimnastă artistică germană, medaliată olimpică. A participat la 2 ediții ale Jocurilor Olimpice (1976, 1980) în care a câștigat o medalie de argint și 3 medalii de bronz.